# Bowen Island, British Columbia (ö)
Bowen Island är en ö i Kanada.   Den ligger i Greater Vancouver Regional District och provinsen British Columbia, i den sydvästra delen av landet, 3 600 km väster om huvudstaden Ottawa. Arean är 50 kvadratkilometer.
Terrängen på Bowen Island är kuperad. Öns högsta punkt är 724 meter över havet. Den sträcker sig 9,5 kilometer i nord-sydlig riktning, och 8,9 kilometer i öst-västlig riktning.
På ön finns orten Bowen Island.
I omgivningarna runt Bowen Island växer i huvudsak blandskog. Runt Bowen Island är det mycket glesbefolkat, med 3 invånare per kvadratkilometer.